# Research Notes, Forestry Institute; National Central University, Nanking. Dendrological Series
Research Notes, Forestry Institute; National Central University, Nanking. Dendrological Series (abreviado Res. Notes Forest. Inst. Natl. Centr. Univ. Nanking, Dendrol. Ser.) es una revista ilustrada con descripciones botánicas que es editada en China. Comenzó su publicación en 1947 hasta ahora. Se publica con el nombre de Research Notes, Forestry Institute; National Central University, Nanking. Dendrological Series. [Kuo li chung yang ta hsüeh yen chiu so yen chiu pao-kao. Shu mu hsüeh].